# Liste der Stolpersteine in Arnstadt
Die Liste der Stolpersteine in Arnstadt enthält die bekannten Stolpersteine in der thüringischen Stadt Arnstadt.
Verschiedene Betroffene waren das Ziel der Polenaktion: Polenaktion bezeichnet die Ende Oktober 1938 kurzfristig durchgeführte Abschiebung von bis zu 17.000 jüdischen Polen aus dem Deutschen Reich. Die Ausweisung erfolgte gewaltsam und kam für die Betroffenen völlig überraschend. Herschel Grynszpan, dessen Eltern betroffen waren, schoss deswegen am 7. November in Paris auf den deutschen Botschaftsmitarbeiter Ernst vom Rath, der am 9. November verstarb, was wiederum Anlass für die Novemberpogrome 1938 war.

## Am Himmelreich, Am Mispelgütchen, Bahnhofstraße, Erfurter Straße, Fleischgasse, Güntherstraße, Herzog-Hedan-Straße
| Bild              | Name                       | Adresse                     | Geburts- datum | Inschrift | Kurzvita | Weblink |
| ----------------- | -------------------------- | --------------------------- | -------------- | --- | -------- | ------- |
|                   | Carstens, Claus            | Am Himmelreich 8 Lage       | 1912           | HIER WOHNTE CLAUS CARSTENS JG. 1912 FLUCHT 1938 SCHWEDEN                                                                                               |          |         |
|                   | Schwarz, Eva               | Am Mispelgütchen 3 Lage     | 1913           | HIER WOHNTE DR. EVA SCHWARZ GEB. HIRSCHMANN JG. 1913 BERUFSVERBOT 1933 GEDEMÜTIGT / ENTRECHTET ÜBERLEBT                                                |          |         |
|                   | Hirschmann, Franziska      | Am Mispelgütchen 3 Lage     | 1887           | HIER WOHNTE FRANZISKA HIRSCHMANN GEB. MAIER JG. 1887 GEDEMÜTIGT/ENTRECHTET ÜBERLEBT                                                                    |          |         |
|                   | Hirschmann, Walter         | Am Mispelgütchen 3 Lage     | 1885           | HIER WOHNTE WALTER HIRSCHMANN JG. 1885 VERHAFTET 1938 BUCHENWALD DEPORTIERT 1943 AUSCHWITZ GROSS-ROSEN 1945 BUCHENWALD ERMORDET                        |          |         |
|                   | Hirschmann, Werner         | Am Mispelgütchen 3 Lage     | 1920           | HIER WOHNTE WERNER HIRSCHMANN JG. 1920 ZWANGSARBEIT ORGANISATION TODT ÜBERLEBT                                                                         |          |         |
|                   | Meyer, Gerhard             | Bahnhofstraße 3 Lage        | 1905           | HIER WOHNTE GERHARD MEYER JG. 1905 FLUCHT 1939 AUSTRALIEN ÜBERLEBT                                                                                     |          |         |
|                   | Meyer, Karola              | Bahnhofstraße 3 Lage        | 1908           | HIER WOHNTE KAROLA MEYER GEB. MÜLLER JG. 1908 FLUCHT 1939 AUSTRALIEN ÜBERLEBT                                                                          |          |         |
|                   | Müller, Margarete          | Bahnhofstraße 3 Lage        | 1905           | HIER WOHNTE MARGARETE MÜLLER JG. 1905 FLUCHT 1939 ENGLAND ÜBERLEBT                                                                                     |          |         |
|                   | Müller, Martin             | Bahnhofstraße 3 Lage        | 1909           | HIER WOHNTE MARTIN MÜLLER JG. 1909 FLUCHT 1939 USA ÜBERLEBT                                                                                            |          |         |
|                   | Müller, Rosa               | Bahnhofstraße 3 Lage        | 1883           | HIER WOHNTE ROSA MÜLLER GEB. FREUDENBERGER JG. 1883 DEPORTIERT 1942 BELZYCE ERMORDET                                                                   |          |         |
|                   | Black, Ruth                | Bahnhofstraße 3 Lage        | 1937           | HIER WOHNTE RUTH BLACK GEB. MEYER JG. 1937 FLUCHT 1939 AUSTRALIEN ÜBERLEBT                                                                             |          |         |
|                   | Müller, Siegmund           | Bahnhofstraße 3 Lage        | 1876           | HIER WOHNTE SIEGMUND MÜLLER JG. 1876 TOT 1932 |          |         |
|                   | Müller, Albert             | Bahnhofstraße 5 Lage        | 1878           | HIER WOHNTE ALBERT MÜLLER JG. 1878 VERHAFTET 1938 BUCHENWALD FLUCHT ARGENTINIEN ÜBERLEBT                                                               |          |         |
|                   | Müller, Hans               | Bahnhofstraße 5 Lage        | 1911           | HIER WOHNTE HANS MÜLLER JG. 1911 FLUCHT ARGENTINIEN ÜBERLEBT                                                                                           |          |         |
|                   | Müller, Margot             | Bahnhofstraße 5 Lage        | 1908           | HIER WOHNTE MARGOT MÜLLER JG. 1908 FLUCHT 1936 ARGENTINIEN ÜBERLEBT                                                                                    |          |         |
|                   | Müller, Martha             | Bahnhofstraße 5 Lage        | 1884           | HIER WOHNTE MARTHA MÜLLER GEB. VOLLMANN JG. 1884 FLUCHT ARGENTINIEN ÜBERLEBT                                                                           |          |         |
|                   | Straus, Erna               | Bahnhofstraße 8 Lage        | 1902           | HIER WOHNTE ERNA STRAUS GEB. ROSENBERG JG. 1902 DEPORTIERT 1942 BELZYCE ERMORDET                                                                       |          |         |
|                   | Straus, Max                | Bahnhofstraße 8 Lage        | 1938           | HIER WOHNTE MAX STRAUS JG. 1938 DEPORTIERT 1942 BELZYCE ERMORDET                                                                                       |          |         |
|                   | Rosenberg, Rosa            | Bahnhofstraße 8 Lage        | 1874           | HIER WOHNTE ROSA ROSENBERG GEB. ADELSDORFER JG. 1874 DEPORTIERT 1942 THERESIENSTADT ERMORDET 13.12.1943                                                |          |         |
|                   | Rosenberg, Salli           | Bahnhofstraße 8 Lage        | 1864           | HIER WOHNTE SALLI ROSENBERG JG. 1864 DEPORTIERT 1942 THERESIENSTADT ERMORDET 9.1.1944                                                                  |          |         |
|                   | Straus, Salli              | Bahnhofstraße 8 Lage        | 1894           | HIER WOHNTE SALLI STRAUS JG. 1894 FLUCHT ? |          |         |
|                   | Simon, Hermann             | Bahnhofstraße 34 Lage       | 1872           | HIER WOHNTE Hermann Simon JG. 1872 'SCHUTZHAFT' 1938 BUCHENWALD DEPORTIERT 1942 THERESIENSTADT ERMORDET 30.9.1942                                      |          |         |
|                   | Simon, Fanny               | Bahnhofstraße 34 Lage       | 1878           | HIER WOHNTE Fanny Simon GEB. GUTMANN JG. 1878 DEPORTIERT 1942 THERESIENSTADT ERMORDET 15.1.1943                                                        |          |         |
|                   | Simon, Walter              | Bahnhofstraße 34 Lage       | 1904           | HIER WOHNTE Walter Simon JG. 1904 FLUCHT USA |          |         |
|                   | Appel, Laura               | Erfurter Straße 6 Lage      | 1874           | HIER WOHNTE LAURA APPEL GEB. JÜNGSTER JG. 1874 GEDEMÜTIGT/ENTRECHTET TOT 7.9.1940                                                                      |          |         |
|                   | Appel, Max                 | Erfurter Straße 6 Lage      | 1905           | HIER WOHNTE MAX APPEL JG. 1905 FLUCHT USA |          |         |
|                   | Appel, Mendel Konrad       | Erfurter Straße 6 Lage      | 1868           | HIER WOHNTE MENDEL KONRAD APPEL JG. 1868 GEDEMÜTIGT/ENTRECHTET TOT 9.2.1939                                                                            |          |         |
|                   | Appel, Simon               | Erfurter Straße 6 Lage      | 1866           | HIER WOHNTE SIMON APPEL JG. 1866 DEPORTIERT 1942 THERESIENSTADT ERMORDET 4.10.1942                                                                     |          |         |
|                   | Appel, Sophie              | Erfurter Straße 6 Lage      | 1900           | HIER WOHNTE SOPHIE APPEL JG. 1900 EINGEWIESEN 1936 KRANKENHAUS ERFURT KRANKENHAUS PFAFFERODE 'VERLEGT' 1940 HEILANSTALT HILDBURGHAUSEN ERMORDET 1942   |          |         |
|                   | Kaufmann, Frieda           | Erfurter Straße 6 Lage      | 1874           | HIER WOHNTE FRIEDA KAUFMANN GEB. APPEL JG. 1881 FLUCHT 1940 HOLLAND INTERNIERT WESTERBORK TOT 15.4.1943                                                |          |         |
|                   | Pommer, Erna               | Erfurter Straße 15 Lage     | 1890           | HIER WOHNTE ERNA POMMER GEB. SELIGER JG. 1890 DEPORTIERT 1942 BELZYCE ERMORDET                                                                         |          |         |
|                   | Pommer, Hermann            | Erfurter Straße 15 Lage     | 1897           | HIER WOHNTE HERMANN POMMER JG. 1897 FLUCHT PALÄSTINA ÜBERLEBT                                                                                          |          |         |
|                   | Pommer, Arthur             | Erfurter Straße 15 Lage     | 1894           | HIER WOHNTE ARTHUR POMMER JG. 1894 FLUCHT USA ÜBERLEBT                                                                                                 |          |         |
|                   | Pommer, Louis              | Erfurter Straße 15 Lage     | 1864           | HIER WOHNTE LOUIS POMMER GEDEMÜTIGT/ENTRECHTET JG. 1864 TOT 5.10.1937                                                                                  |          |         |
|                   | Heilbrunn, Abraham         | Fleischgasse 1A Lage        | 1903           | HIER WOHNTE ABRAHAM HEILBRUNN JG. 1874 FLUCHT 1937 PALÄSTINA ÜBERLEBT                                                                                  |          |         |
|                   | Wolf, Käte Charlotte       | Fleischgasse 1A Lage        | 1903           | HIER WOHNTE KÄTE CHARLOTTE WOLF GEB. HEILBRUNN JG. 1903 FLUCHT 1938 SCHWEIZ ÜBERLEBT                                                                   |          |         |
|                   | Heilbrunn, Lina            | Fleischgasse 1A Lage        | 1876           | HIER WOHNTE LINA HEILBRUNN GEB. SPANGENTHAL JG. 1876 FLUCHT 1937 PALÄSTINA ÜBERLEBT                                                                    |          |         |
|                   | Heilbrunn, Oskar           | Fleischgasse 1A Lage        | 1907           | HIER WOHNTE OSKAR HEILBRUNN JG. 1907 FLUCHT 1937 PALÄSTINA ÜBERLEBT                                                                                    |          |         |
|                   | Rosenbaum, Hermine         | Fleischgasse 1A Lage        | 1890           | HIER WOHNTE HERMINE ROSENBAUM GEB. WEISS JG. 1890 FLUCHT 1939 BELGIEN INTERNIERT MECHELEN DEPORTIERT 1943 ERMORDET IN AUSCHWITZ                        |          |         |
|                   | Rosenbaum, Joachim         | Fleischgasse 1A Lage        | 1911           | HIER WOHNTE JOACHIM ROSENBAUM JG. 1911 FLUCHT 1939 BELGIEN VERSTECKT ÜBERLEBT                                                                          |          |         |
|                   | Rosenbaum, Leo             | Fleischgasse 1A Lage        | 1879           | HIER WOHNTE LEO ROSENBAUM JG. 1879 VERHAFTET 1938 BUCHENWALD FLUCHT 1939 BELGIEN INTERNIERT MECHELEN DEPORTIERT 1943 ERMORDET IN AUSCHWITZ             |          |         |
|                   | Rosenbaum, Siegfried Eugen | Fleischgasse 1A Lage        | 1912           | HIER WOHNTE SIEGFRIED EUGEN ROSENBAUM JG. 1912 VERHAFTET 1938 BUCHENWALD FLUCHT 1939 BELGIEN INTERNIERT MECHELEN DEPORTIERT 1942 ERMORDET IN AUSCHWITZ |          |         |
|                   | Jonas, Gertrud             | Fleischgasse 1A Lage        | 1921           | HIER WOHNTE GERTRUD JONAS GEB. ROSENBAUM JG. 1921 FLUCHT 1937 USA ÜBERLEBT                                                                             |          |         |
|                   | Rosenbaum, Hermann         | Fleischgasse 1A Lage        | 1880           | HIER WOHNTE HERMANN ROSENBAUM JG. 1880 VERHAFTET 1938 BUCHENWALD FLUCHT 1938 USA ÜBERLEBT                                                              |          |         |
|                   | Rosenbaum, Paula           | Fleischgasse 1A Lage        | 1891           | HIER WOHNTE PAULA ROSENBAUM GEB. GRÜNBAUM JG. 1891 FLUCHT 1939 USA ÜBERLEBT                                                                            |          |         |
|                   | Rosenbaum, Arthur          | Fleischgasse 1A Lage        | 1886           | HIER WOHNTE ARTHUR ROSENBAUM JG. 1886 VERHAFTET 1938 BUCHENWALD FLUCHT 1939 USA ÜBERLEBT                                                               |          |         |
|                   | Grünbaum, Käthe            | Fleischgasse 1A Lage        | 1897           | HIER WOHNTE KÄTHE GRÜNBAUM GEB. ROSENBAUM JG. 1897 FLUCHT 1940 USA ÜBERLEBT                                                                            |          |         |
| weitere Bilder \| | Neuburger, Adolf           | Güntherstraße 15 Lage       | 1894           | HIER WOHNTE ADOLF NEUBURGER JG. 1894 ZWANGSARBEIT 1944 BEFREIT                                                                                         |          |         |
| weitere Bilder \| | Neuburger, Helmut          | Güntherstraße 15 Lage       | 1924           | HIER WOHNTE HELMUT 'EDMUND' NEUBURGER JG. 1924 GEDEMÜTIGT / ENTRECHTET ÜBERLEBT                                                                        |          |         |
| weitere Bilder \| | Neuburger, Marie           | Güntherstraße 15 Lage       | 1897           | HIER WOHNTE MARIE NEUBURGER GEB. NÄDER JG. 1897 GEDEMÜTIGT / ENTRECHTET ÜBERLEBT                                                                       |          |         |
| weitere Bilder \| | Schaul, Max                | Herzog-Hedan-Straße 16 Lage | 1869           | HIER WOHNTE MAX SCHAUL JG. 1869 GEDEMÜTIGT / ENTRECHTET TOT 4.4.1937                                                                                   |          |         |
| weitere Bilder \| | Schaul, Julia              | Herzog-Hedan-Straße 16 Lage | 1879           | HIER WOHNTE JULIA SCHAUL GEB. JOSEPH JG. 1879 DEPORTIERT BELZYCE ERMORDET                                                                              |          |         |
| weitere Bilder \| | Schaul, Theodor            | Herzog-Hedan-Straße 16 Lage | 1907           | HIER WOHNTE THEODOR SCHAUL JG. 1907 FLUCHT 1938 AUSTRALIEN ERMORDET                                                                                    |          |         |
| weitere Bilder \| | Schaul, Dora               | Herzog-Hedan-Straße 16 Lage | 1910           | HIER WOHNTE DORA SCHAUL JG. 1910 DEPORTIERT 1942 KRASNICZYN ERMORDET                                                                                   |          |         |
| weitere Bilder \| | Stern, Paula               | Herzog-Hedan-Straße 16 Lage | 1922           | HIER WOHNTE PAULA STERN GEB. SCHAUL JG. 1922 VERHAFTET 1940 1941 ZWANGSARBEITERLAGER LANDWERK NEUENDORF DEPORTIERT 1943 AUSCHWITZ BEFREIT              |          |         |
| weitere Bilder \| | Stern, Klaus               | Herzog-Hedan-Straße 16 Lage | 1921           | HIER WOHNTE KLAUS STERN JG. 1921 VERHAFTET 1940 1941 ZWANGSARBEITERLAGER LANDWERK NEUENDORF DEPORTIERT 1943 AUSCHWITZ BEFREIT                          |          |         |

## Karl-Marien-Straße, Karolinenstraße, Kasseler Straße, Kleine Gehrener Straße
| Bild | Name                   | Ort, Adresse               | Geburts- datum | Inschrift | Kurzvita | Weblink |
| ---- | ---------------------- | -------------------------- | -------------- | --- | --- | ------- |
|      | Katz, Dagobert David   | Karl-Marien-Straße 11 Lage | 1909           | HIER WOHNTE DAGOBERT DAVID KATZ JG. 1909 'SCHUTZHAFT' 1938 BUCHENWALD DEPORTIERT 1942 BELZYCE MAJDANEK ERMORDET 21.11.1942 | |         |
|      | Katz, Rosa             | Karl-Marien-Straße 11 Lage | 1880           | HIER WOHNTE ROSA KATZ GEB. SAMUEL JG. 1880 DEPORTIERT 1942 BELZYCE ERMORDET                                                | |         |
|      | Katz, Susmann Siegmund | Karl-Marien-Straße 11 Lage | 1877           | HIER WOHNTE SUSMANN 'SIEGMUND' KATZ JG. 1877 'SCHUTZHAFT' 1938 BUCHENWALD DEPORTIERT 1942 BELZYCE ERMORDET                 | |         |
|      | Cohen, Erkia           | Karl-Marien-Straße 17 Lage | 1912           | HIER WOHNTE ERIKA COHEN GEB. SAMUEL JG. 1912 FLUCHT USA ÜBERLEBT                                                           | |         |
|      | Samuel, Max            | Karl-Marien-Straße 17 Lage | 1882           | HIER WOHNTE MAX SAMUEL JG. 1882 VERHAFTET 1938 UND 1942 BUCHENWALD ERMORDET 3.10.1942                                      | |         |
|      | Samuel, Rosa           | Karl-Marien-Straße 17 Lage | 1883           | HIER WOHNTE ROSA SAMUEL GEB. HELDMANN JG. 1883 DEPORTIERT 1942 BELZYCE ERMORDET                                            | |         |
|      | Wolfermann, Alfred     | Karl-Marien-Straße 26      | 1908           | HIER WOHNTE ALFRED WOLFERMANN JG. 1908 FLUCHT 1940 SÜDAFRIKA ÜBERLEBT                                                      | |         |
|      | Wolfermann, Karolina   | Karl-Marien-Straße 26      | 1876           | HIER WOHNTE KAROLINA WOLFERMANN GEB. LEHMANN JG. 1876 FLUCHT 1940 SÜDAFRIKA ÜBERLEBT                                       | |         |
|      | Wolfermann, Leo        | Karl-Marien-Straße 26      | 1906           | HIER WOHNTE LEO WOLFERMANN JG. 1906 FLUCHT 1936 SÜDRHODESIEN                                                               | Anm.: Der im Jahre 2013 verlegte Stolperstein enthielt falsche Daten wegen eines Übertragungsfehlers und wurde am 19. Juni 2015 ausgetauscht. |         |
|      | Wolfermann, Sally      | Karl-Marien-Straße 26      | 1876           | HIER WOHNTE SALLY WOLFERMANN JG. 1876 FLUCHT 1940 SÜDAFRIKA ÜBERLEBT                                                       | |         |
|      | Bingold, Else          | Karolinenstraße 2          | 1887           | HIER WOHNTE ELSE BINGOLD GEB. HIRSCHMANN JG. 1887 GEDEMÜTIGT/ENTRECHTET ÜBERLEBT                                           | |         |
|      | Hirschmann, Eugenie    | Karolinenstraße 2          | 1863           | HIER WOHNTE EUGENIE HIRSCHMANN GEB. ORDENSTEIN JG. 1863 SAMMELLAGER WEIMAR ERMORDET 17.3.1943                              | |         |
|      | Hirschmann, Siegmund   | Karolinenstraße 2          | 1857           | HIER WOHNTE SIEGMUND HIRSCHMANN JG. 1857 BEI VERHÖR 1938 MISSHANDELT SAMMELLAGER WEIMAR ERMORDET 17.3.1943                 | |         |
|      | Katzenstein, Fanny     | Kasseler Straße 31         | 1866           | HIER WOHNTE FANNY KATZENSTEIN GEB. MENDEL JG. 1866 DEPORTIERT 1942 THERESIENSTADT ERMORDET 14.3.1943                       | |         |
|      | Lindemann, Hedwig      | Kleine Gehrener Straße 11a | 1879           | HIER WOHNTE HEDWIG LINDEMANN GEB. REITER JG. 1879 DEPORTIERT 1941 KAUNAS ERMORDET 25.11.1941                               | |         |
|      | Wittenberg, Johanna    | Kleine Gehrener Straße 11a | 1907           | HIER WOHNTE JOHANNA WITTENBERG GEB. LINDEMANN JG. 1907 FLUCHT 1941 USA                                                     | |         |
|      | Lindemann, Max         | Kleine Gehrener Straße 11a | 1909           | HIER WOHNTE MAX 'KURT' LINDEMANN JG. 1909 SCHUTZHAFT '1938' BUCHENWALD FLUCHT 1939 USA                                     | |         |

## Lindenallee, Lessingstraße, Markt, Marktstraße, Marlittstraße
| Bild | Name                    | Ort, Adresse      | Geburts- datum | Inschrift | Kurzvita | Weblink |
| ---- | ----------------------- | ----------------- | -------------- | --- | -------- | ------- |
|      | Hirsch, Emma            | Lessingstraße 3   | 1868           | HIER WOHNTE EMMA HIRSCH GEB. BRÜLL JG. 1868 DEPORTIERT 1942 THERESIENSTADT ERMORDET 25.3.1944                                       |          |         |
|      | Ledermann, Dr. Ernst    | Lessingstraße 3   | 1900           | HIER WOHNTE DR. ERNST LEDERMANN JG. 1900 VERHAFTET 1938 BUCHENWALD FLUCHT JAN. 1939 ENGLAND ÜBERLEBT                                |          |         |
|      | Hess, Frieda            | Lessingstraße 3   | unbekannt      | HIER WOHNTE FRIEDA HESS JG. UNBEKANNT ?                                                                                             |          |         |
|      | Ledermann, Friederike   | Lessingstraße 3   | 1862           | HIER WOHNTE FRIEDERIKE LEDERMANN JG. 1862 DEPORTIERT 1942 THERESIENSTADT ERMORDET 30.10.1942                                        |          |         |
|      | Ledermann, Hilde        | Lessingstraße 3   | 1903           | HIER WOHNTE HILDE LEDERMANN JG. 1903 GEDEMÜTIGT/ENTRECHTET FLUCHT IN DEN TOD 1938                                                   |          |         |
|      | Ledermann, Max          | Lessingstraße 3   | 1868           | HIER WOHNTE MAX LEDERMANN JG. 1868 DEPORTIERT 1942 THERESIENSTADT ERMORDET 19.1.1943                                                |          |         |
|      | Ledermann, Minna        | Lessingstraße 3   | 1874           | HIER WOHNTE MINNA LEDERMANN GEB. BRÜLL JG. 1874 DEPORTIERT 1942 THERESIENSTADT ERMORDET 1.1.1943                                    |          |         |
|      | Ledermann, Dr. Walter   | Lessingstraße 3   | 1899           | HIER WOHNTE DR. WALTER LEDERMANN JG. 1899 GEDEMÜTIGT/ENTRECHTET FLUCHT IN DEN TOD 1938                                              |          |         |
|      | Stavenhagen, Friederike | Markt 4           | 1865           | HIER WOHNTE FRIEDERIKE STAVENHAGEN GEB. LIEBERT JG. 1865 GEDEMÜTIGT/ENTRECHTET VERZOGEN NACH LEIPZIG TOT 1.8.1942                   |          |         |
|      | Stavenhagen, Hans       | Markt 4           | 1898           | HIER WOHNTE HANS STAVENHAGEN JG. 1898 VERHAFTET 1938 BUCHENWALD 1944 ZUCHTHAUS ERFURT DEPORTIERT 1944 AUSCHWITZ MAUTHAUSEN ERMORDET |          |         |
|      | Stavenhagen, Marie      | Markt 4           | 1906           | HIER WOHNTE MARIE STAVENHAGEN GEB. HAUCK JG. 1906 GEDEMÜTIGT/ENTRECHTET ÜBERLEBT                                                    |          |         |
|      | Stavenhagen, Martin     | Markt 4           | unbekannt      | HIER WOHNTE MARTIN STAVENHAGEN JG.? ?                                                                                               |          |         |
|      | Leopold, Betty          | Marktstraße 6     | 1881           | HIER WOHNTE BETTY LEOPOLD GEB. SCHIDLOWSKY JG. 1881 DEPORTIERT 1942 BELZYCE ERMORDET                                                |          |         |
|      | Leopold, Günter Herbert | Marktstraße 6     | 1880           | HIER WOHNTE GÜNTHER HERBERT LEOPOLD JG. 1880 EINGEWIESEN HEILANSTALT BENDORF-SAYN TOT 7.10.1942                                     |          |         |
|      | Stern, Artur            | Marktstraße 14    | 1901           | HIER WOHNTE ARTHUR STERN JG. 1901 DEPORTIERT 1942 THERESIENSTADT ERMORDET 21.5.1944 MALY TROSTINEC                                  |          |         |
|      | Stern, Hermann          | Marktstraße 14    | 1866           | HIER WOHNTE HERMANN STERN JG. 1866 VERHAFTET 1938 BUCHENWALD TOT 14.10.1939                                                         |          |         |
|      | Schwab, Käthe           | Marktstraße 14    | 1896           | HIER WOHNTE KÄTHE SCHWAB GEB. STERN JG. 1896 FLUCHT 1939 ENGLAND ÜBERLEBT                                                           |          |         |
|      | Stern, Recha            | Marktstraße 14    | 1871           | HIER WOHNTE RECHA STERN GEB. LOEWENTHAL JG. 1871 DEPORTIERT 1942 THERESIENSTADT FREIHEITSTRANSPORT SCHWEIZ 5.2.1945 ÜBERLEBT        |          |         |
|      | Freudenberger, Helene   | Marlittstraße 10a | 1866           | HIER WOHNTE HELENE FREUDENBERGER GEB. GRÜNBAUM JG. 1866 GEDEMÜDIGT / ENTRECHTET TOT 12.7.1933                                       |          |         |
|      | Freudenberger, Meier    | Marlittstraße 10a | 1860           | HIER WOHNTE MAIER FREUDENBERGER JG. 1860 DEPORTIERT 1942 THERESIENSTADT ERMORDET 30.1.1943                                          |          |         |
|      | Pillwinsky, Julius      | Lindenallee 2     | 1882           | HIER WOHNTE JULIUS PILLWINSKY JG. 1882 'SCHUTZHAFT' 1938 BUCHENWALD DEPORTIERT 1942 BELZYCE ERMORDET                                |          |         |
|      | Pillwinsky, Anna        | Lindenallee 2     | 1894           | HIER WOHNTE ANNA PILLWINSKY GEB. MOSKOWITZ JG. 1894 DEPORTIERT 1942 BELZYCE ERMORDET                                                |          |         |
|      | Pillwinsky, Helmut      | Lindenallee 2     | 1913           | HIER WOHNTE HELMUT PILLWINSKY HENRY PILLWIN JG. 1913 'SCHUTZHAFT' 1938 BUCHENWALD FLUCHT ENGLAND                                    |          |         |
|      | Pillwinsky, Berthold    | Lindenallee 2     | 1922           | HIER WOHNTE BERTHOLD PILLWINSKY JG. 1922 ZWANGSARBEIT 1941 SAALETALSPERRE DEPORTIERT 1942 BELZYCE ERMORDET                          |          |         |
|      | Pillwinsky, Ella        | Lindenallee 2     | 1930           | HIER WOHNTE ELLA PILLWINSKY JG. 1930 DEPORTIERT 1942 BELZYCE ERMORDET                                                               |          |         |

## Pfarrhof, Rankestraße, Ried, Ritterstraße
| Bild | Name                 | Ort, Adresse        | Geburts- datum | Inschrift | Kurzvita | Weblink |
| ---- | -------------------- | ------------------- | -------------- | --- | -------- | ------- |
|      | Kummer, Gotthelf     | Pfarrhof 10 Lage    | 1877           | HIER WOHNTE PFARRER GOTTHELF KUMMER JG. 1877 BERUFSVERBOT 1939 IN HAFT 1939 TOT 15.5.1945                                                                           |          |         |
|      | Rosenbaum, Alfred    | Rankestraße 1 Lage  | 1894           | HIER WOHNTE ALFRED ROSENBAUM JG. 1894 VERHAFTET 1938 BUCHENWALD FLUCHT 1939 ENGLAND ÜBERLEBT                                                                        |          |         |
|      | Rosenbaum, Esther    | Rankestraße 1 Lage  | 1864           | HIER WOHNTE ESTHER ROSENBAUM GEB. HERZBERG JG. 1864 FLUCHT 1939 ENGLAND ÜBERLEBT                                                                                    |          |         |
|      | Rosenbaum, Hertha    | Rankestraße 1 Lage  | 1907           | HIER WOHNTE HERTHA ROSENBAUM JG. 1907 EINGEWIESEN JÜDISCHES DAUERHEIM BERLIN-WEISSENSEE 'VERLEGT' 1942 HEILANSTALT BENDORF-SAYN DEPORTIERT 1942 ERMORDET IN SOBIBOR |          |         |
|      | Rosenbaum, Julius    | Rankestraße 1 Lage  | 1896           | HIER WOHNTE JULIUS ROSENBAUM JG. 1896 FLUCHT 1937 ENGLAND ÜBERLEBT                                                                                                  |          |         |
|      | Henne, Lilli         | Rankestraße 1 Lage  | 1901           | HIER WOHNTE LILLI HENNE GEB. ROSENBAUM JG. 1901 FLUCHT 1939 ENGLAND ÜBERLEBT                                                                                        |          |         |
|      | Essinger, Rega       | Rankestraße 1 Lage  | 1898           | HIER WOHNTE REGA ESSINGER GEB. ROSENBAUM JG. 1898 DEPORTIERT 1942 ERMORDET IN RAASIKU BEI REVAL                                                                     |          |         |
|      | Mendel, Max          | Ried 7 Lage         | 1871           | HIER WOHNTE MAX MENDEL JG. 1871 DEPORTIERT 1942 THERESIENSTADT ERMORDET 10.10.1942                                                                                  |          |         |
|      | Mendel Adolf         | Ried 7 Lage         | 1875           | HIER WOHNTE ADOLF MENDEL JG. 1875 VERHAFTET 1938 BUCHENWALD FLUCHT 1939 CHILE ÜBERLEBT                                                                              |          |         |
|      | Mendel, Alfred       | Ried 7 Lage         | 1906           | HIER WOHNTE ALFRED MENDEL JG. 1906 FLUCHT 1936 PALÄSTINA ÜBERLEBT                                                                                                   |          |         |
|      | Mendel, Berta        | Ried 7 Lage         | 1883           | HIER WOHNTE BERTA MENDEL GEB. ROSENTHAL JG. 1883 FLUCHT 1939 CHILE ÜBERLEBT                                                                                         |          |         |
|      | Weinstein, Gertrud   | Ried 7 Lage         | 1915           | HIER WOHNTE GERTRUD WEINSTEIN GEB. MENDEL JG. 1915 FLUCHT 1939 CHILE ÜBERLEBT                                                                                       |          |         |
|      | Strauss, Irmgard     | Ried 7 Lage         | 1909           | HIER WOHNTE IRMGARD STRAUSS GEB. MENDEL JG. 1909 FLUCHT 1934 USA ÜBERLEBT                                                                                           |          |         |
|      | Bremer, Frieda       | Ried 7 Lage         | 1879           | HIER WOHNTE FRIEDA BREMER GEB. MENDEL JG. 1879 DEPORTIERT 1942 BELZYCE ERMORDET                                                                                     |          |         |
|      | Aumann, Käthe        | Ried 7 Lage         | 1904           | HIER WOHNTE KÄTHE AUMANN GEB. BREMER JG. 1904 FLUCHT 1940 USA ÜBERLEBT                                                                                              |          |         |
|      | Mendel, Julius       | Ried 7 Lage         | 1883           | HIER WOHNTE JULIUS MENDEL JG. 1883 VERHAFTET 1938 DACHAU FLUCHT 1939 CHILE ÜBERLEBT                                                                                 |          |         |
|      | Lehmann, Hanna       | Ried 7 Lage         | 1884           | HIER WOHNTE HANNA LEHMANN GEB. ECKMANN JG. 1884 DEPORTIERT 1942 BELZYCE ERMORDET                                                                                    |          |         |
|      | Vorreuter, Hermann   | Ried 7 Lage         | 1877           | HIER WOHNTE HERMANN VORREUTER JG. 1877 VERHAFTET 1938 BUCHENWALD DEPORTIERT 1942 BELZYCE ERMORDET                                                                   |          |         |
|      | Vorreuter, Rosa      | Ried 7 Lage         | 1874           | HIER WOHNTE ROSA VORREUTER GEB. ECKMANN JG. 1874 GEDEMÜTIGT/ENTRECHTET TOT 1933                                                                                     |          |         |
|      | Vorreuter, Viktor    | Ried 7 Lage         | 1909           | HIER WOHNTE VIKTOR VORREUTER JG. 1909 SCHICKSAL UNBEKANNT |          |         |
|      | Lewin, Edmund        | Ried 10 Lage        | 1889           | HIER WOHNTE EDMUND LEWIN JG. 1889 FLUCHT USA ÜBERLEBT |          |         |
|      | Webb, Margot         | Ried 10 Lage        | 1927           | HIER WOHNTE MARGOT WEBB GEB. LEWIN JG. 1927 FLUCHT 1939 USA ÜBERLEBT                                                                                                |          |         |
|      | Ambach, David        | Ried 10 Lage        | 1875           | HIER WOHNTE DAVID AMBACH JG. 1875 VERHAFTET 14.11.1938 BUCHENWALD FLUCHT HOLLAND DEPORTIERT SOBIBOR ERMORDET 26.3.1943                                              |          |         |
|      | Lewin, Ilse          | Ried 10 Lage        | 1904           | HIER WOHNTE ILSE LEWIN GEB. AMBACH JG. 1904 FLUCHT 1939 USA ÜBERLEBT                                                                                                |          |         |
|      | Ambach, Paula Regina | Ried 10 Lage        | 1879           | IER WOHNTE PAULA REGINA AMBACH GEB. KAHN JG. 1879 FLUCHT HOLLAND DEPORTIERT SOBIBOR ERMORDET 26.3.1943                                                              |          |         |
|      | Behrend, Irene       | Ried 11 Lage        | 1902           | HIER WOHNTE IRENE BEHRENDT GEB. FRIEDMANN JG. 1902 FLUCHT HOLLAND DEPORTIERT AUSCHWITZ ERMORDET 29.8.1942                                                           |          |         |
|      | Friedmann, Karoline  | Ried 11 Lage        | 1878           | HIER WOHNTE KAROLINE FRIEDMANN GEB. AMBACH JG. 1878 FLUCHT HOLLAND DEPORTIERT 1944 BERGEN-BELSEN TRÖBITZ BEFREIT 23.4.1945                                          |          |         |
|      | Friedmann, Max       | Ried 11 Lage        | 1878           | HIER WOHNTE MAX FRIEDMANN JG. 1878 VERHAFTET 14.11.1938 BUCHENWALD FLUCHT HOLLAND TOT 19.5.1940                                                                     |          |         |
|      | Friedmann, Rosa      | Ried 11 Lage        | 1907           | HIER WOHNTE ROSA FRIEDMANN JG. 1907 FLUCHT HOLLAND DEPORTIERT 1944 BERGEN-BELSEN ÜBERLEBT                                                                           |          |         |
|      | Wolf, Bernhard       | Ritterstraße 2 Lage | 1867           | HIER WOHNTE BERNHARD WOLF JG. 1867 DEPORTIERT 1945 THERESIENSTADT BEFREIT/ÜBERLEBT                                                                                  |          |         |
|      | Wolf, Bertha         | Ritterstraße 2 Lage | 1898           | HIER WOHNTE BERTHA WOLF JG. 1898 GEDEMÜTIGT/ENTRECHTET BEFREIT/ÜBERLEBT                                                                                             |          |         |
|      | Wolf, Ida            | Ritterstraße 2 Lage | 1877           | HIER WOHNTE IDA WOLF GEB. LAUN JG. 1877 GEDEMÜTIGT/ENTRECHTET BEFREIT/ÜBERLEBT                                                                                      |          |         |
|      | Wolf, Siegfried      | Ritterstraße 2 Lage | 1901           | HIER WOHNTE SIEGFRIED WOLF JG. 1901 GEDEMÜTIGT/ENTRECHTET SCHICKSAL UNBEKANNT                                                                                       |          |         |
|      | Jonas, Julius        | Ritterstraße 7 Lage | 1868           | HIER WOHNTE JULIUS JONAS JG. 1868 GEDEMÜTIGT/ENTRECHTET TOT 26.9.1938                                                                                               |          |         |
|      | Heimann, Minna       | Ritterstraße 7 Lage | 1899           | HIER WOHNTE MINNA HEIMANN GEB. JONAS JG. 1899 FLUCHT 1939 USA |          |         |
|      | Jonas, Sophie        | Ritterstraße 7 Lage | 1872           | HIER WOHNTE SOPHIE JONAS GEB. BLOCH JG. 1872 DEPORTIERT 1942 THERESIENSTADT ERMORDET 2.11.1942                                                                      |          |         |

## Rosenstraße, Sondershäuser Straße, Thomas-Mann-Straße, Untergasse, Unterm Markt
| Bild | Name                                          | Ort, Adresse                | Geburts- datum | Inschrift | Kurzvita | Weblink |
| ---- | --------------------------------------------- | --------------------------- | -------------- | --- | -------- | ------- |
|      | Shimoni, Dov                                  | Rosenstraße 20 Lage         | 1921           | HIER WOHNTE DOV SHIMONI JG. 1921 FLUCHT 1938 PALÄSTINA ÜBERLEBT                                                                           |          |         |
|      | Simon, Julia                                  | Rosenstraße 20 Lage         | 1893           | HIER WOHNTE JULIA SIMON GEB. BRANDT JG. 1893 DEPORTIERT 1942 BELZYCE ERMORDET                                                             |          |         |
|      | Simon, Georg                                  | Rosenstraße 20 Lage         | 1884           | HIER WOHNTE GEORG SIMON JG. 1884 VERHAFTET 10.11.1938 BUCHENWALD DEPORTIERT 1942 BELZYCE ERMORDET                                         |          |         |
|      | Simon, Inge                                   | Rosenstraße 20 Lage         | 1925           | HIER WOHNTE INGE SIMON JG. 1925 EINGEWIESEN 1.11.1940 IN EIN HEIM 'TBC-VERDACHT' ERMORDET 15.6.1942 FRANKFURT/MAIN                        |          |         |
|      | Holz, Paula                                   | Sondershäuser Straße 4 Lage | 1889           | Hier wohnte Paula Holz Jg. 1889 GEDEMÜTIGT/ENTRECHTET tot 22.3.1936                                                                       |          |         |
|      | Ehrlich, Alfred                               | Thomas-Mann-Straße 15 Lage  | 1889           | HIER WOHNTE ALFRED EHRLICH JG. 1889 VERHAFTET 1938 BUCHENWALD FLUCHT FRANKREICH INTERNIERT 1942 DRANCY DEPORTIERT 1942 AUSCHWITZ ERMORDET |          |         |
|      | Ehrlich, Bertha                               | Thomas-Mann-Straße 15 Lage  | 1860           | HIER WOHNTE BERTHA EHRLICH GEB. SCHLOSS JG. 1860 DEPORTIERT 1942 THERESIENSTADT ERMORDET 12.2.1943                                        |          |         |
|      | Ehrlich, Kurt                                 | Thomas-Mann-Straße 15 Lage  | 1898           | HIER WOHNTE CURT EHRLICH JG. 1898 FLUCHT 1938 USA ÜBERLEBT                                                                                |          |         |
|      | Ehrlich, Frieda                               | Thomas-Mann-Straße 15 Lage  | 1888           | HIER WOHNTE FRIEDA EHRLICH JG. 1888 ? |          |         |
|      | Ehrlich, Hermann                              | Thomas-Mann-Straße 15 Lage  | 1884           | HIER WOHNTE HERMANN EHRLICH JG. 1884 TOT 1936                                                                                             |          |         |
|      | Ehrlich, Irma                                 | Thomas-Mann-Straße 15 Lage  | 1904           | HIER WOHNTE IRMA EHRLICH GEB. BACHARACH JG. 1904 FLUCHT 1938 USA ÜBERLEBT                                                                 |          |         |
|      | Ehrlich, Käthe                                | Thomas-Mann-Straße 15 Lage  | 1893           | HIER WOHNTE KÄTHE EHRLICH JG. 1893 FLUCHT SHANGHAI ÜBERLEBT                                                                               |          |         |
|      | Ehrlich, Leo                                  | Thomas-Mann-Straße 15 Lage  | 1886           | HIER WOHNTE LEO EHRLICH JG. 1886 VERHAFTET 1938 SACHSENHAUSEN 1940 DACHAU 1941 BUCHENWALD ERMORDET 2.3.1942 'HEILANSTALT' BERNBURG        |          |         |
|      | Ehrlich, Liselotte                            | Thomas-Mann-Straße 15 Lage  | 1935           | HIER WOHNTE LISELOTTE EHRLICH JG. 1935 FLUCHT 1938 USA ÜBERLEBT                                                                           |          |         |
|      | Guttmann, Lucie                               | Thomas-Mann-Straße 15 Lage  | 1899           | HIER WOHNTE LUCIE GUTTMANN GEB. EHRLICH JG. 1899 FLUCHT 1938 URUGUAY ÜBERLEBT                                                             |          |         |
|      | Ehrlich, Lydia                                | Thomas-Mann-Straße 15 Lage  | 1883           | HIER WOHNTE LYDIA EHRLICH JG. 1883 DEPORTIERT 1942 BELZYCE ERMORDET                                                                       |          |         |
|      | Guthmann, Emma                                | Untergasse 4 Lage           | 1897           | HIER WOHNTE EMMA GUTHMANN GEB. BAUM JG. 1897 GEDEMÜTIGT/ENTRECHTET ÜBERLEBT                                                               |          |         |
|      | Guthmann, Isidor                              | Untergasse 4 Lage           | 1881           | HIER WOHNTE ISIDOR GUTHMANN JG. 1881 VERHAFTET 1938 MISSHANDELT ZUCHTHAUS ERFURT DEPORTIERT 1944 AUSCHWITZ ERMORDET 26.11.1944            |          |         |
|      | Gottfeld, Alfred                              | Unterm Markt 8 Lage         | 1873           | HIER WOHNTE ALFRED GOTTFELD JG. 1873 VERHAFTET 1938 BUCHENWALD ERMORDET 19.11.1938                                                        |          |         |
|      | Szlecki, Ilse                                 | Unterm Markt 8 Lage         | ?              | HIER WOHNTE ILSE SZLECKI GEB. GOTTFELD JG.? FLUCHT 1934 URUGUAY ÜBERLEBT                                                                  |          |         |
|      | Gottfeld, Regina                              | Unterm Markt 8 Lage         | 1879           | HIER WOHNTE REGINA GOTTFELD GEB. NATHANSON JG. 1879 DEPORTIERT 1942 BELZYCE ERMORDET                                                      |          |         |
|      | Fichtmann, Rita                               | Unterm Markt 8 Lage         | 1909           | HIER WOHNTE RITA FICHTMANN GEB. GOTTFELD JG. 1909 DEPORTIERT 1943 AUSCHWITZ ERMORDET                                                      |          |         |
|      | Gottfeld, Werner                              | Unterm Markt 8 Lage         | 1905           | HIER WOHNTE WERNER GOTTFELD JG. 1905 VERHAFTET 1935 ZUCHTHAUS HALLE LAGER FÜRSTENBERG DEPORTIERT 1940 ERMORDET 1944                       |          |         |
|      | Arendt, Adolph Arnold                         | Unterm Markt 8 Lage         |                | HIER WOHNTE ADOLPH ARNOLD ARENDT JG. 1870 FLUCHT 1939 ARGENTINIEN ÜBERLEBT                                                                |          |         |
|      | Arendt, Fanni                                 | Unterm Markt 8 Lage         |                | HIER WOHNTE FANNI ARENDT GEB. ADELSDORFER JG. 1876 FLUCHT 1939 ARGENTINIEN ÜBERLEBT                                                       |          |         |
|      | Arendt, Siegbert                              | Unterm Markt 8 Lage         |                | HIER WOHNTE SIEGBERT ARENDT JG. 1903 FLUCHT 1938 URUGUAY ÜBERLEBT                                                                         |          |         |
|      | Arendt, Manfred                               | Unterm Markt 8 Lage         |                | HIER WOHNTE MANFRED ARENDT JG. 1907 FLUCHT 1939 ARGENTINIEN ÜBERLEBT                                                                      |          |         |
|      | Arendt, Erich                                 | Unterm Markt 8 Lage         |                | HIER WOHNTE ERICH ARENDT JG. 1912 FLUCHT 1936 ARGENTINIEN ÜBERLEBT                                                                        |          |         |
|      | Arnold, Herbert Morris früher: Arendt, Helmut | Unterm Markt 8 Lage         |                | HIER WOHNTE HERBERT MORRIS ARNOLD FRÜHER HELMUT ARENDT JG. 1915 'SCHUTZHAFT' 1938 DACHAU FLUCHT 1938 ENGLAND ÜBERLEBT                     |          |         |
|      | Arendt, Hertha                                | Unterm Markt 8 Lage         |                | HIER WOHNTE HERTHA ARENDT GEB. SELBIGER JG. 1901 FLUCHT 1938 URUGUAY ÜBERLEBT                                                             |          |         |